# 烏尾峠

烏尾峠（からすおとうげ）は、福岡県飯塚市と同田川郡糸田町の境界にある峠である。俗に「カラス峠」とも呼ばれる。

## 概要
国道201号が通っており、田川市と飯塚市を行き来するのに使われる。カーブが多い峠であるが、大型車の通行も多い。峠周辺の区間は連続雨量200mm以上で交通規制がかけられる。また土砂崩れや積雪などの災害により通行止めとなることも多い。西の福岡市・飯塚市方面から田川へ向かうと、この峠から香春岳の特徴的な姿を遠く望むことができる。
この峠は筑前国と豊前国の国境であり、江戸時代にはそのまま黒田藩と小倉藩の境目であった。役人の目が届きにくかったせいか、この峠で山賊に襲われ、命を落とした旅人が多かったといい、江戸時代から「山賊峠」や「追いはぎ峠」などと呼ばれ恐れられていたという。国道201号のやや北側に国境石が現在でも残っている。
烏尾峠が糸田町鼡ケ池（ねずがいけ）方面に通ずる現在の形に整備されたのは大正4年から大正11年にかけてであり、それ以前の旧烏尾峠は、飯塚市側から前述の国境石への道を通って糸田町戸石（現・糸田町西部地区）へと抜ける道であった。その道は現在「筑豊緑地 烏尾峠遊歩道」となっており、糸田町側には「新烏尾公園」が整備されている。
明治以降1960年代前後まで、筑豊炭田で炭鉱業が盛んであったころには、筑豊地方最大の都市・飯塚と、多くの炭鉱を擁する田川とを結ぶ道として重要な役割を果たした。炭鉱地帯に暮した人々が越えた当時の情景は、五木寛之の小説『青春の門』などに描かれており、『青春の門』に題材をとった山崎ハコの歌曲「織江の唄」の歌詞にも「カラス峠」として名が登場する。
2009年（平成21年）3月22日に、この峠の南側にある関の山を貫く飯塚庄内田川バイパスの筑豊烏尾トンネルが開通し、福岡 - 田川間の所要時間が約10分短縮されたことにより、峠の通行量が半分以下に低下した。